# Colonia Lázaro Cárdenas, Atoyac de Álvarez
Colonia Lázaro Cárdenas är en ort i Mexiko.   Den ligger i kommunen Atoyac de Álvarez och delstaten Guerrero, i den södra delen av landet, 280 km sydväst om huvudstaden Mexico City. Colonia Lázaro Cárdenas ligger 44 meter över havet och antalet invånare är 150.
Terrängen runt Colonia Lázaro Cárdenas är kuperad norrut, men söderut är den platt. Runt Colonia Lázaro Cárdenas är det ganska glesbefolkat, med 47 invånare per kvadratkilometer. Närmaste större samhälle är Atoyac de Álvarez, 2,7 km öster om Colonia Lázaro Cárdenas. Omgivningarna runt Colonia Lázaro Cárdenas är en mosaik av jordbruksmark och naturlig växtlighet.